# Boarmia chloana
Boarmia chloana är en fjärilsart som beskrevs av Louis Beethoven Prout 1926. Boarmia chloana ingår i släktet Boarmia och familjen mätare. Inga underarter finns listade i Catalogue of Life.